# Минестроне
Минестроне (/ˌmɪnɪsˈtroʊni/; итал.: [mineˈstroːne])  је густа супа италијанског порекла направљена од поврћа, често са додатком тестенине или пиринча, понекад обоје. Уобичајени састојци укључују пасуљ, лук, целер, шаргарепу, темељац, крутоне и парадајз.
Како се ово јело налази на јеловнику многих медитеранских земаља не постоји тачно утврђени рецепт за његове састојке, па се тако и рецептуре ове популарне супе разликују готово у свим италијанским регионима, јер сваки кувар има свој тајни састојак, а и супа се  може направити од било ког сезонског поврћа које је тренутно на располагању. 
Минестроне може бити вегетаријанска супа, али може садржати и месо или месни темељац на бази животињских костију (као што је нпр. пилећи темељац). 
Добар познавала хране Ангело Пелегрини тврдио је да је минестроне у основи чорба од пасуља, у Италији је то пасуљ борлоти (зван и римски пасуљ) који се искључиво користи у оригиналном италијанском рецепт.

## Етимологија
Реч минестроне, што значи густа супа од поврћа, користи се и у енглеском језику од 1871. године. Потиче од италијанског минестроне, аугментативног облика од минестра, супа, или буквалније оно што се сервира, од речи минестраре,  служити, која је  сродан са речју администрирати, као нпр. у медицини дати лек.
Због свог јединственог порекла и одсуства фиксног рецепта, минестроне увелико варира широм Италије у зависности од традиционалног времена кувања, састојака и сезоне. Минестроне се креће од јела густе  текстуре са веома куваним поврћем до чорбе супе са великим количинама исеченог на коцкице и лагано куваног поврћа, које може укључивати и месо.
У савременом италијанском, постоје три речи које одговарају енглеској речи супа: zuppa,  која се користи у значењу парадајз супа, или рибља супе; минестра, која се користи у смислу обилније супе као што је супа од поврћа, а такође и за  суве супе, односно јела од тестенина; и минестроне, што значи веома обилна или велика супа или гулаш, иако је ово значење повезало са овим посебним јелом.

## Састојци
- 450 г Минестроне, смрзнута мешавина поврћа (мрква, празилук, кромпир, парадајез, карфиол, тиквица, стабљике и корен целера, купус, зелена боранија, грашак, борлото пасуљ и першун),[а][4]
- 2 чена белог лука,
- 70 г ситне тестенине (нпр гркљанчића)
- 1 кашика концентрата парадајза,
- 1 дл пасираног парадајза,
- 1 л темељца од поврћа (костију) или воде,
- 40 г рибани пармезана
- 1 ловоров лист, сушени тимијан, свјжи першун
- маслиново уље,
- со, млевени бибер.

## Припрема
Припрема почиње сацкањем белог лука, који се потом на дну лонца у коме ће се кувати супа на кратко пропржи на маслиновом или неком другом уљу. 
Потом се на пропржени бели лук сипа  смрзнута смеша поврћа за Минестроне, уз  кратко мешање.
У лонац се потом додајте концентрат парадајза и пасирани парадајз. Све то се прелијте  темељцем за супу или водом, уз додатак тимијана и  ловоровог листа. 
Супа се кува на јачој ватри око 20 минута, а потом се све време лагано крчка, и повремено долива  темељцем или водом.
При крају кувања додаје се  тестенину, со и бибер, и кува на умереној температури уз повремено мешење још око 10 минута док се тестенина не скува, 
На крају кувања супи се може уравнотежити укус додавањем зачина (со, бибер) по жељи.

## Сервирање
Супа  која се сервира у чинијама, пре послуживања посипа се насецканим свежим першуном и ренданим пармезаном.